# Торгова вулиця (Маріуполь)
Торгова вулиця — одна з найстаріших вулиць Маріуполя, що виконувала ролі головної, економічної та функцію зв'язку з шляхом на місто Таганрог. Вулиця також мала єдиний в 19 столітті вихід на дерев'яний міст через річку Кальміус. Другий залізобетонний міст через Кальміус буде побудований лише наприкінці 20 ст.

## Історія

Житловий будинок на розі пр. Миру і вул. Торгової. Сталінський ампір

Торгова вулиця розташована в сучасному Центральному районі, має складний рельєф, оскільки прокладена на високому і хвилястому правому березі річки Кальміус. Піднімається угору з долини до верхівки пагорба, де колись були розташовані Харлампіївський собор та Базарна площа (нині площа Визволення).
Перетинається з такими вулицями і провулками:
- Італійська вулиця
- Георгіївська вулиця
- Проспект Миру
- Миколаївська вулиця
- Митрополитська вулиця
- Ковальський провулок
- Фонтанна вулиця
- Євпаторійська вулиця
- Каффайська вулиця
- Банний узвіз
- Готфейська вулиця
- Карасівська вулиця
- Бульвар Шевченко
- Мар'їнська вулиця
- Кальміуський провулок
- Кальміуська вулиця
- провулок Левицького
- Вулиця Левицького
- Заводський провулок
- Вулиця 10 Вересня

Початок вулиці розташований біля краю урвища — обриву, що відокремлює історичний центр міста Маріуполь від Слободки, поселення біля самого моря в низовині із самозахопленими ділянками під житло.
На цьому місті від урвища — обриву до вул. Італійської є залишки маленького бульвару з деревами і колись стриженими кущами.
- Будинок № 2. Колись тут був військкомат (військовий комісаріат). Саме тут збирались ті, кого мобілізували на війну з фашистською Німеччиною та ті, хто проводжав обранців на фронт.

- Знищений костел. Його вибудували на розі вулиць Італійської і Торгової. Костел висадили в повітря в роки безбожної п'ятирічки в 1930-ті роки. Вивільнену земельну ділянку віддали під дитячий садок. Садки, зрозуміло, потрібні, але не за рахунок знищення історичних чи архітектурних пам'яток. Тим паче що був готовий проект перебудови костелу в Маріупольський Будинок піонерів (арх. Флорищевський Михайло Васильович).

- Назва вулиці «Торгова» підкреслювала її головне тоді призначення. Тому вулиця була забудована низкою магазинів, складів і житлами тих, хто жив за рахунок торгівлі. Торгово-комерційна забудова вулиці доби сецесії і досі переважає на ній по обидва боки.

- Колишнє Реальне училище Гіацинтова. За часів СРСР його віддали під середню загальноосвітню школу № 3. Споруда постраждала від пожежі під час відступу з Маріуполя німецько-фашистських загарбників. Загарбники тоді розіслали містом запалювальників і історична частина міста сильно вигоріла та була позбавлена дахів. Лише на початку 1960-х рр. триповерхову споруду колишнього училища Гіацинтова без дахів — ремонтували і пристосували під помешкання управління будівельників. Навпроти училища на Торговій була і єдина в місті Ветеринарна аптека.

## Виробничі ділянки
Торгова вулиця мала невеликі виробничі ділянки ще до перетворення Маріуполя у відоме індустріальне місто. Тут була розташована «ковбасня» у високій споруді у дворі — ковбасне виробництво чеха Карасека.
Саме на Торговій були Пивоварений завод та Ультрамариновий заводик. Всі вони зникли.

## Не хлібом єдиним

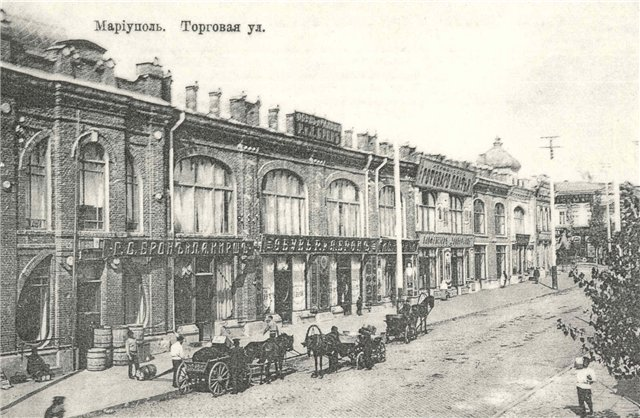
Маріуполь, Торгова вулиця, крамниці. (Споруди знищені)

- Будинок № 37, колишня приватна музична школа Давидовича. Неподалік мешкала викладач музичної школи Соболевська Галина Казимирівна. Її син (В'ячеслав Соболевський) згодом стане відомим радянським піаністом, лауреатом декількох конкурсів, заслуженим артистом Російської Федерації.
- На Торговій вулиці (будиночок № 107) пройшло дитинство ще одного музичного діяча — тут мешкав Гришко Михайло Степанович, оперний співак Київського оперного театру, народний артист СРСР, лауреат Сталінської премії.
- В будиночку старшого брата на Торговій по смерті батьків пройшло дитинство знакової для Маріуполя особи — майбутнього уславленого художника Куїнджі Архипа.
- На розі вулиць Великої (колись Катерининської) та Торгової був розташований відомий в місті радянський книжковий магазин, спалений в 1941 р.
- Поряд з чисто комерційними (крамниця взуття братів Брон, крамниця Антона Бахалова, табачна крамниця Нерофиді) на вулиці Торговій був розташований паперовий магазин братів Голдрин. Пан Нерофиді та брати Голдрин друкували також поштівки з зображеннями міста тої пори.

## Маріуполь на старих поштівках і фото

Привіт із Маріуполя. Поштівка доби сецесії

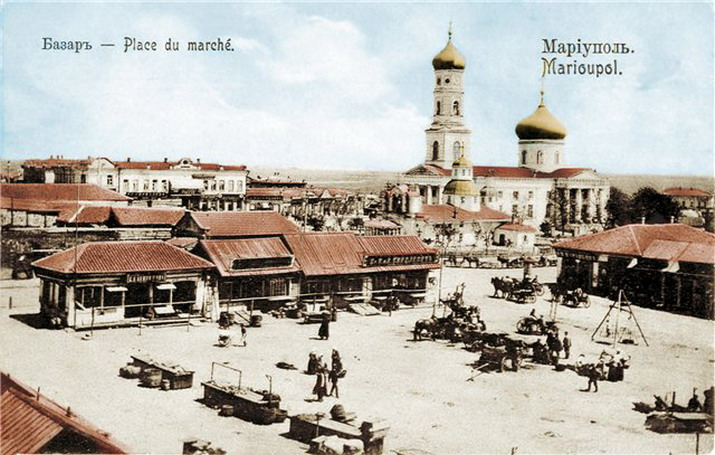
Маріуполь. Ринкова площа біля собору Св. Харлампія

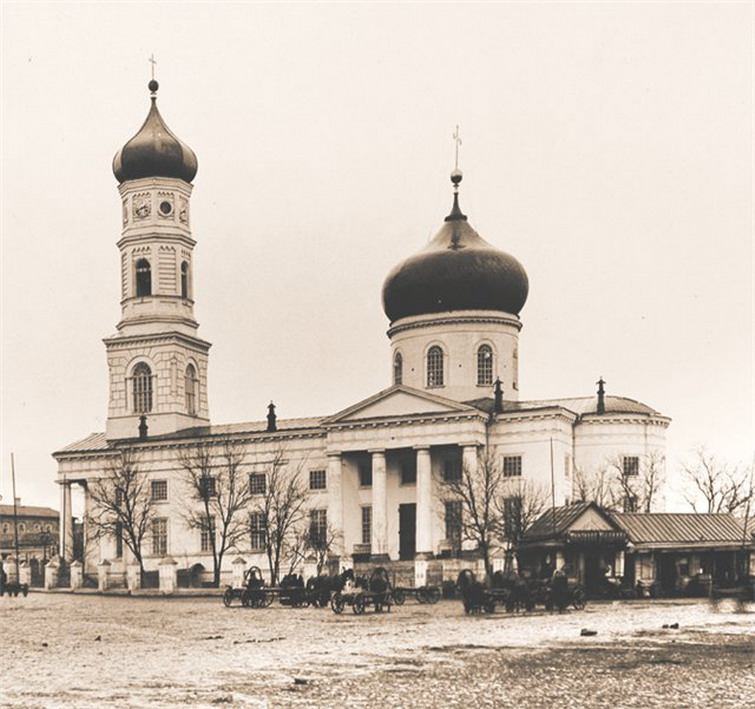
Маріуполь. Колишній Харлампіївський собор 1845 р.добудови 1892, фото 1900 р.
Вулиця Миколаївська (Маріуполь)
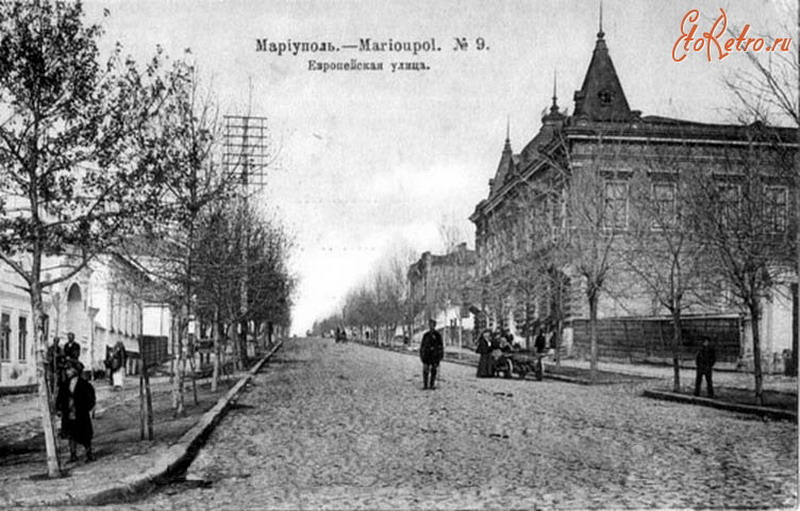
Маріуполь. Європейська вулиця.
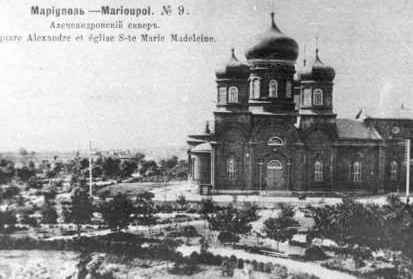
Церква Марії Магдалини на Олександрівській площі. Зруйнована, забудована театром[3].
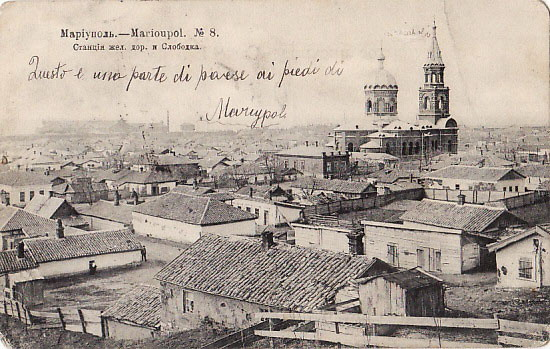
Маріуполь, Слободка, церква Св. Костянтина і Єлени
Маріуполь. Колишній будинок Хараджаєва О.Д., фото 1931 р.
Маріуполь. Міська тюрма і водонагнітна вежа.
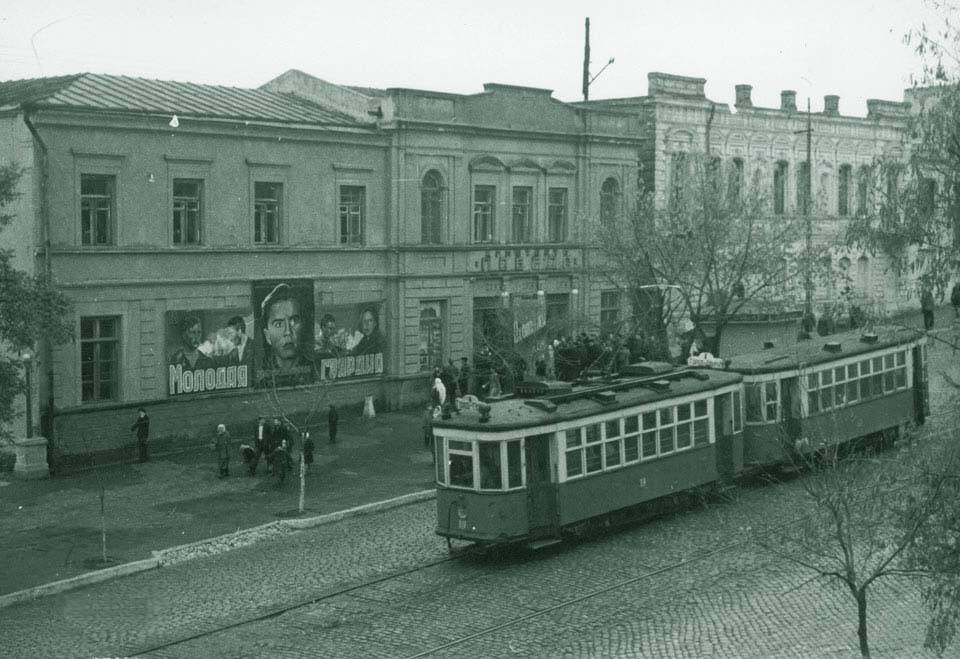
Маріуполь. Трамвай на пр. Республіки (зараз просп. Миру). Позаду — кінотеатр «Перемога», фото 1948 р.

## Стан на початок 21 ст
Перенесення головної магістралі міста на пр. Миру та ліквідація базару біля поруйнованого Харлампієвського собору зробили вулицю побічною і залишили за нею лише транспортну функцію. Вона і нині пов'язує історичний центр міста з прохідною заводу «Азовсталь» та місто — із Лівобережним районом на протилежному березі річки Кальміус.
І мешканцями міста Маріуполь, і міськвиконкомом були проігноровані всі без винятку історичні споруди вулиці, що прийшли у аварійний стан. Частка приміщень могла би стати майстернями ремісників, маленькими музеями чи виставковими приміщеннями, кафе тощо. Порожні земельні ділянки можна забудувати одно і двоповерховими будинками за індивідуальними проектами та створити сквери, котрих вулиця полишена зовсім.
У 2018 році однією із турецьких фірм було повністю перестелене дорожнє покриття, замінені комунікації, бордюри, відремонтовані тротуари на ділянці від бульвару Шевченка до проспекту Миру.